# Asterohyptis
Asterohyptis es un género con 3 especies de plantas con flores perteneciente a la familia Lamiaceae. Se distribuye por México, Centroamérica y las Antillas.

## Taxonomía
El género fue descrito por Carl Clawson Epling y publicado en Bulletin of the Torrey Botanical Club 60(1): 17. 1933[1932]. La especie tipo es: Asterohyptis stellulata (Benth.) Epling	 

## Especies aceptadas
A continuación se brinda un listado de las especies del género Asterohyptis aceptadas hasta septiembre de 2014, ordenadas alfabéticamente. Para cada una se indica el nombre binomial seguido del autor, abreviado según las convenciones y usos.	

## Especies
- Asterohyptis mociniana (Benth.) Epling
- Asterohyptis seemannii
- Asterohyptis stellulata (Benth.) Epling